# Hartselle
Hartselle ist eine Stadt im Morgan County im US-Bundesstaat Alabama. Das U.S. Census Bureau hat bei der Volkszählung 2020 eine Einwohnerzahl von 15.455 ermittelt.

## Geographie
Hartselles Geographische Koordinaten sind 34° 26′ N, 86° 56′ W (34,440383, −86,940385). Der Ort liegt rund 15 km südlich von Decatur.
Nach den Angaben des United States Census Bureaus hat die Stadt eine Fläche von 38,5 km², wovon nur 0,07 % auf Gewässer entfallen.

## Demographie
Zum Zeitpunkt des United States Census 2000 bewohnten Hartselle 12.019 Personen. Die Bevölkerungsdichte betrug 312,3 Personen pro km². Es gab 5170 Wohneinheiten, durchschnittlich 134,3 pro km². Die Bevölkerung Hartselles bestand zu 92,25 % aus Weißen, 5,16 % Schwarzen oder African American, 0,63 % Native American, 0,31 % Asian, 0,02 % Pacific Islander, 0,33 % gaben an, anderen Rassen anzugehören und 1,31 % nannten zwei oder mehr Rassen. 1,29 % der Bevölkerung erklärten, Hispanos oder Latinos jeglicher Rasse zu sein.
Die Bewohner Hartselles verteilten sich auf 4816 Haushalte, von denen in 35,4 % Kinder unter 18 Jahren lebten. 59,1 % der Haushalte stellten Verheiratete, 10,9 % hatten einen weiblichen Haushaltsvorstand ohne Ehemann und 26,6 % bildeten keine Familien. 24,4 % der Haushalte bestanden aus Einzelpersonen und in 11,2 % aller Haushalte lebte jemand im Alter von 65 Jahren oder mehr alleine. Die durchschnittliche Haushaltsgröße betrug 2,49 und die durchschnittliche Familiengröße 2,97 Personen.
Die Stadtbevölkerung verteilte sich auf 25,5 % Minderjährige, 7,7 % 18–24-Jährige, 29,3 % 25–44-Jährige, 23,5 % 45–64-Jährige und 14,0 % im Alter von 65 Jahren oder mehr. Das Durchschnittsalter betrug 37 Jahre. Auf jeweils 100 Frauen entfielen 92,3 Männer. Bei den über 18-Jährigen entfielen auf 100 Frauen 88,8 Männer.
Das mittlere Haushaltseinkommen in Hartselle betrug 40.461 US-Dollar und das mittlere Familieneinkommen erreichte die Höhe von 47.685 US-Dollar. Das Durchschnittseinkommen der Männer betrug 40.211 US-Dollar, gegenüber 24.124 US-Dollar bei den Frauen. Das Pro-Kopf-Einkommen in Hartselle war 20.727 US-Dollar. 8,6 % der Bevölkerung und 6,6 % der Familien hatten ein Einkommen unterhalb der Armutsgrenze, davon waren 8,8 % der Minderjährigen und 11,9 % der Altersgruppe 65 Jahre und mehr betroffen.

## Söhne und Töchter der Stadt
- John Jackson Sparkman (1899–1985), US-Kongressabgeordneter und Vizepräsidentschaftskandidat
- William Bradford Huie, Journalist, Autor, Herausgeber und Verleger
- Steve Woodard, Pitcher in der Major League Baseball